# شهرك شهداي عشاير (قلعة بيابان)
شهرك شهداي عشاير (بالفارسية: شهرک شهدای عشایر) هي قرية تقع في إيران في البلدة المركزية. يقدر عدد سكانها بـ 474 نسمة بحسب إحصاء 2016.